# ポリュージエ

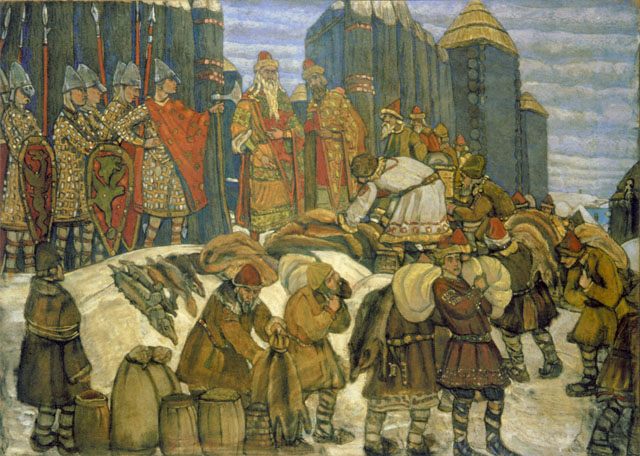
ルーシの公による徴税
（N.リョーリフ）

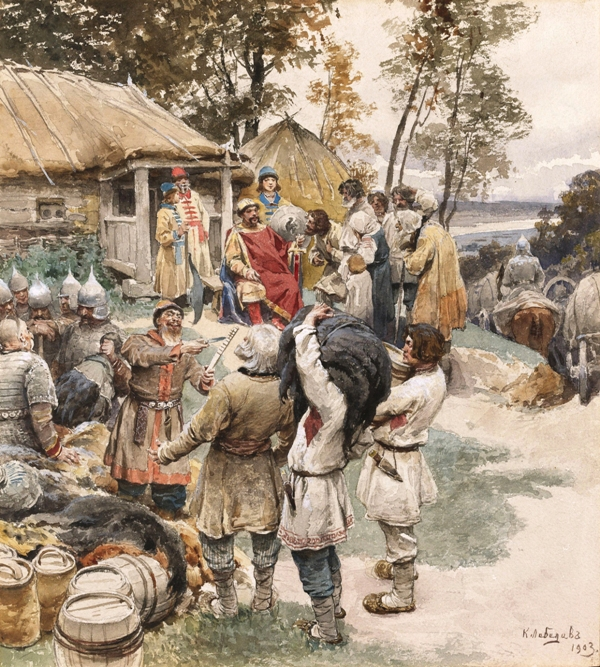
945年、イーゴリ1世のポリュージエ
（K.レベデフ(ru)）

ポリュージエ（パリュージエ、パリューヂエ）（ロシア語: полюдье、ベラルーシ語: палюддзе、ウクライナ語: полюддя）とは、9世紀から12世紀にかけてのキエフ大公国において、キエフ大公国政権の統治下にある諸部族に課した貢税（ダーニ）を徴収するシステムの名称である。ポリュージエは統治者である公・大公（クニャージ、ヴェリーキー・クニャージ）が、貢税を課した諸部族の地を巡回して集めるという形式をとっており、日本語文献においては「巡回徴貢」という訳が当てられている。

## 特徴
ポリュージエの出現は、東スラヴの諸部族に対するルーシの支配の拡大と関連している。ポリュージエは、公とその従士団（ドルジーナ）が土地を巡回し、各地から貢税を徴収した。また、ポリュージエとしてその地にとどまる間の食料の供給も受けた。ポリュージエは11月から4月にかけて行われた。ポリュージエの史料上の初出は、ルーシの年代記や、ビザンツ皇帝コンスタンティノス7世の著述した『帝国統治論(ru)』における、10世紀半ばの記述である。『帝国統治論』における記述は以下のような内容である。
ポリュージエで徴収した貢税（ダーニ）は、テン・ビーバーなどの毛皮や、蜂蜜・蜜蝋などが主要な品目であり、『帝国統治論』中の「ビザンツに向けて出発する」とは、ルーシ人がこれらの品をコンスタンティノープルへ持ち込んで交易を行っていたことを意味している。また、スカンジナヴィアのサガ（『ハラルドのサガ』）では、ポリュージエ形式の徴税をpoluta、polutaswarfと記述している。さらに、ペルシャの歴史家ガルディジ(ru)の著作の中に、「常に100から200人のルーシがスラヴ人の元へ行き、当分の間そこに逗留し、彼ら自身の生活の糧を強制的に徴収した。」という記述がみられる。別の視点からみれば、このようなシステムは、政治的一体性をもった各部族の存在を示すものであり、巡回を支えうる、農工商のある程度の熟成がなされていたともいえる。
945年の、キエフ大公イーゴリ1世による、ドレヴリャーネ族に対するポリュージエは、貢税の要求に抵抗したドレヴリャーネ族の蜂起につながった。『原初年代記』には、「イーゴリが所定以上にドレヴリャーネ族から貢税を取り立てようとしたために、ドレヴリャーネ族は、彼らの公・マール(ru)の指揮の元に兵を繰り出し、イーゴリを殺した。」という趣旨の記述がある。これを受けて、イーゴリ1世の妻オリガはドレヴリャーネ族を討ち、徴税に関する改革を行い、各部族の中心的都市ではなく貢物納入所（ポゴスト）で徴税を実施するよう定めた。その後貢税は大都市のナメストニクの元へ集められ、キエフに送られた。このシステム設立以降には、たとえば、「1014年、ノヴゴロドのナメストニク・ヤロスラフは、キエフ大公ウラジーミル1世の元への貢税（ノヴゴロドに集まった貢税の2 / 3）の供出を拒んだ」等という記述がみられる。一方、イーゴリ1世の死以降も、966年にはスヴャトスラフ1世が、ハザールの支配下にあったヴャチチ族を征服し貢税を課すなど、征服した部族を課税対象に組み込む行為はみられる。キエフ・ルーシ期のポリュージエに関する最後の言及の１つとして、1190年からウラジーミル・スーズダリ公フセヴォロドが行ったポリュージエが挙げられる。研究者はこのフセヴォロドのポリュージエの主な記録から、ポリュージエに回る部隊は一日平均7 - 8kmの速度で移動していたと計算した。
なお、ロシアの辺境では、ポリュージエ形式の徴税は、より長期に渡って行われていた（現チュクチ自治管区では19世紀まで）。ポリュージエ形式の徴税は、ユーラシア・アフリカにおいて広く分布したシステムであるという説もある。